# Shady Cove
Shady Cove é uma cidade localizada no estado norte-americano de Oregon, no Condado de Jackson.

## Demografia
Segundo o censo norte-americano de 2000, a sua população era de 2307 habitantes.
Em 2006, foi estimada uma população de 2297, um decréscimo de 10 (-0.4%).

## Geografia
De acordo com o United States Census Bureau tem uma área de
5,2 km², dos quais 5,2 km² cobertos por terra e 0,0 km² cobertos por água. Shady Cove localiza-se a aproximadamente 421 m acima do nível do mar.

## Localidades na vizinhança
O diagrama seguinte representa as localidades num raio de 28 km ao redor de Shady Cove.